# Карл I фон Ортенбург
Карл I фон Ортенбург (на немски: Karl I von Ortenburg; * октомври 1502, † 15 ноември 1552 в Зьолденау) е граф на имперското графство Ортенбург-Нойортенбург.

## Биография
Той е вторият син на управляващия имперски граф (от 1519 г.) Улрих II фон Ортенбург-Нойортенбург († 1524) и първата му съпруга Вероника фон Айхберг († 1511), наследничка на дворец Зьолденау, дъщеря на фрайхер Ханс фон Айхберг-Лабервайнтинг-Зьолденау-Райхсдорф († 1511) и съпругата му Зигуна Крайгер фон Крайгк († 1484). Баща му се жени втори път 1518 г. за Барбара фон Щархемберг (1470 – 1519), вдовица на фрайхер Йохан Ханс фон Айхберг († 1511).
Брат е на Александер (1501 – 1548) и Мориц († 6 юли 1551), съветник на херцог Вилхелм IV. След смъртта на баща им Улрих II (1524) братята поделят неговите собствености. Управляващ имперски граф на Ортенбург става чичо им Христоф I (1480 – 1551).
Карл I фон Ортенбург умира на 15 октомври 1552 г. в Зьолденау и е погребан в катедралата на Пасау.

## Фамилия
Карл I фон Ортенбург се жени на 6 септември 1538 г. в Матигхофен, Браунау на Ин, в Горна Австрия за графиня Максимилиана фон Фраунберг-Хааг († 14 септември 1559), дъщеря на граф Леонхард фон Фраунберг цум Хааг (1468 – 1511) и ландграфиня Амалия фон Лойхтенберг (1469 – 1538). Те имат децата:
- Вилхелм фон Ортенбург
- Леонхард фон Ортенбург-Нойортенбург(* 1542; † 12 юли 1561, Верона)
- Якобеа фон Ортенбург
- Вероника фон Ортенбург († 23 март 1573), омъжена на 22 юни 1568 г. в Зигмаринген за граф Айтел Фридрих I фон Хоенцолерн-Хехинген (* 7 септември 1545; † 16 януари 1605)
- Анна Мария фон Ортенбург (* 1547; † 16 декември 1601 в Ортенбург), омъжена на 28 октомври 1568 г. в замък Ной-Ортенбург в Ортенбург за Хартман II фон Лихтенщайн-Фелдсберг (* 6 май 1544; † 5 октомври 1585)

Чрез дъщеря му Анна Мария той става дядо на Карл I фон Лихтенщайн (1569 – 1627), първият княз на този благороднически род.
Вдовицата му Максимилиана фон Фраунберг се омъжва втори път през 1555 г. в Пасау за Фридрих фон Валдщайн от Бохемия (* 1502; † 13 юли 1569).